# (2499) Brunk
(2499) Brunk es un asteroide perteneciente al cinturón de asteroides, descubierto el 7 de noviembre de 1978 por Eleanor F. Helin y el también astrónomo Schelte John Bus desde el Observatorio del Monte Palomar, Estados Unidos.

## Designación y nombre
Designado provisionalmente como 1978 VJ7. Fue nombrado Brunk en honor al astrónomo estadounidense William E. Brunk.